# Jeux olympiques d'hiver de 1984
Pour les articles homonymes, voir Jeux olympiques de 1984.
Vous lisez un « bon article » labellisé en 2015.
Les Jeux olympiques d'hiver de 1984, officiellement connus comme les XIVes Jeux olympiques d'hiver, ont lieu à Sarajevo dans la République socialiste de Bosnie-Herzégovine en Yougoslavie du 8 au 19 février 1984. La ville obtient l'organisation de cette compétition lors de sa première candidature en s'imposant face à Göteborg en Suède et Sapporo au Japon. C'est la première fois que les Jeux d'hiver se tiennent dans un pays communiste. Les épreuves se déroulent à Sarajevo et dans des stations des Alpes dinariques situées à moins de 25 kilomètres de la ville. Au début des Jeux, le programme sportif est perturbé à cause des mauvaises conditions météorologiques et les courses de ski alpin commencent avec quatre jours de retard.
Les Jeux rassemblent 1 272 athlètes de 49 pays, ce qui représente une forte augmentation par rapport à 1980. Ils participent dans six sports et dix disciplines qui regroupent un total de trente-neuf épreuves officielles, une de plus que quatre ans plus tôt. L'Égypte, les Îles Vierges britanniques, Monaco, Porto Rico et le Sénégal participent pour la première fois aux Jeux olympiques d'hiver. La Finlandaise Marja-Liisa Hämäläinen, qui remporte les trois courses individuelles de ski de fond, est l'athlète la plus médaillée de ces Jeux. La Yougoslavie gagne la première médaille de son histoire aux Jeux d'hiver grâce au skieur Jure Franko, deuxième du slalom géant. L'Allemagne de l'Est, qui s'adjuge toutes les médailles d'or et d'argent en patinage de vitesse féminin et en bobsleigh, est première du tableau des médailles avec vingt-quatre récompenses dont neuf en or. Elle devance l'Union soviétique et les États-Unis. Les Jeux olympiques d'hiver de 1984, considérés comme un succès, permettent de moderniser Sarajevo et de développer les sports d'hiver en Yougoslavie, mais la guerre de Bosnie-Herzégovine, qui éclate en 1992, fait des dizaines de milliers de victimes et endommage fortement la ville et les installations olympiques. Certains sites sont rénovés après la guerre mais d'autres restent abandonnés.

## Contexte

### Sélection de la ville hôte
Une étude intitulée « Les possibilités et les problèmes du développement du tourisme continental en Yougoslavie » et publiée en 1968 par l'Organisation de coopération et de développement économiques (OCDE) indique que la Yougoslavie et en particulier la région de Sarajevo possèdent des conditions favorables au développement des sports d'hiver. Dès 1970, les autorités de Sarajevo envisagent d'accueillir les Jeux olympiques d'hiver pour favoriser cet essor et devenir un centre de sports d'hiver durable. Elles envisagent d'abord une candidature pour les Jeux de 1976 ou 1980 mais, après avoir modernisé la ville dans le cadre du projet « La Protection de l'environnement et de l'homme », postulent pour ceux de 1984. Le comité de candidature est créé le 23 novembre 1977,,.
Deux autres villes sont candidates à l'organisation des Jeux : Göteborg en Suède et Sapporo au Japon. Le projet de Göteborg est coûteux et les distances entre les différents sites sont très grandes, ce qui nécessiterait un transport en avion. Sapporo a déjà accueilli les Jeux en 1972, seulement douze ans avant ceux de 1984. La ville a donc de l'expérience et la plupart des infrastructures sont déjà présentes mais les nouveaux pays sont considérés comme plus attractifs. Sarajevo présente un projet compact, tous les sites prévus étant à moins de 25 kilomètres de la ville, et a l'expérience de plusieurs compétitions internationales telles que des épreuves de Coupe du monde de ski alpin ou les Championnats d'Europe de patinage artistique,.
Les membres du Comité international olympique (CIO) se réunissent à Athènes du 17 au 20 mai 1978 pour leur 80e session. L'élection de la ville hôte des Jeux d'hiver a lieu le 18 mai. Sapporo est en tête après le premier tour mais Sarajevo est élue par 39 voix contre 36 lors du second tour. Pour la première fois, les Jeux d'hiver se déroulent dans un pays communiste.

### Politique
Les Jeux d'hiver de 1984 se déroulent pendant la guerre froide, quatre ans après le boycott des Jeux de Moscou par des dizaines de nations dont les États-Unis et quelques mois avant le boycott des Jeux de Los Angeles par l'Union soviétique. Mais, comme en 1980, les tensions internationales n'affectent pas les Jeux d'hiver. Quarante-neuf nations se retrouvent en Yougoslavie, pays non-aligné,.

## Organisation

### Comité d'organisation
Un comité d'organisation provisoire est créé le 13 juillet 1978 et le comité final comptant 79 membres est constitué en avril 1980 par le comité olympique yougoslave et l'Assemblée municipale de Sarajevo. Branko Mikulic, membre de la présidence du comité central de la Ligue des communistes de Yougoslavie, est nommé président du comité d'organisation. Ahmed Karabegovic en est le secrétaire-général et Anto Sucic, alors président de l'Assemblée municipale de Sarajevo, devient le président du comité exécutif. Le comité d'organisation comprend notamment le président du comité olympique yougoslave et des représentants du Conseil exécutif fédéral, de la Ligue des communistes et de l'Alliance socialiste du peuple travailleur,.

### Aspects financiers
Selon le bilan financier des Jeux, les revenus s'élèvent à 19,83 milliards dinars yougoslaves (environ 203 millions de dollars américains) et les dépenses à 17,3 milliards de dinars (177 millions de dollars), ce qui correspond à un bénéfice de 2,54 milliards de dinars (26 millions de dollars). Le rapport officiel indique que selon le bilan définitif, les bénéfices sont de 10 millions de dollars.
Les Jeux sont organisés dans un État communiste mais les organisateurs n'hésitent pas à s'associer avec des entreprises capitalistes pour financer les Jeux. Selon eux, ce n'est pas hypocrite car le sport doit être au-dessus des influences politiques. Le comité d'organisation signe 218 contrats et arrangements en Yougoslavie et 459 sur le marché étranger. Cela inclut la vente des droits télévisés, le sponsoring, la vente des droits de licence, la livraison gratuite de marchandises et d'équipement, la publicité, les donations ainsi que la monnaie, la loterie et la philatélie olympiques. Le marketing rapporte 4,31 milliards de dinars sur le marché national et 9,42 milliards de dinars sur le marché étranger pour un total de 13,73 milliards de dinars (141,65 millions de dollars),. Les autorités contribuent également au financement des Jeux : la République socialiste de Bosnie-Herzégovine paie 1,83 milliard de dinars, la fédération de Yougoslavie et les autres républiques et régions autonomes 0,78 milliard et la ville de Sarajevo 1 milliard. De 1982 à fin 1984, une déduction faite sur les salaires des citoyens (0,2 % pour les citoyens de Bosnie-Herzégovine, 0,3 % pour ceux de Sarajevo) rapporte 1,21 milliard.
La construction des installations et l'achat de l'équipement pour les Jeux coûtent au total 8,63 milliards de dinars. Les dépenses sont de 2,26 milliards pour l'équipement, 0,97 milliard pour la salle Zetra, 0,6 milliard pour les pistes de ski alpin, 0,57 milliard pour la patinoire et le centre de presse de Skenderija, 0,56 milliard pour la piste de bobsleigh et de luge, 0,4 milliard pour la piste de patinage de vitesse et 0,34 milliard pour les tremplins de saut à ski. Le comité d'organisation investit également 1,65 milliard dans les postes, télégraphes et téléphones, le réseau de télévision, l'aérodrome, le réseau routier, 23 stations de sports d'hiver et centres sportifs et d'autres installations. Les frais de la préparation et de l'organisation sont quant à eux de 4,51 milliards.

### Transports
Le réseau de transports de la région est développé à l'occasion des Jeux. Des routes d'une longueur totale de 160 kilomètres sont construites pour améliorer l'accès aux sites de montagne depuis Sarajevo ou pour relier les sites entre eux, la gare de la ville et la piste de l'aéroport sont rénovés et une nouvelle aérogare est édifiée.
Les athlètes, accompagnateurs, officiels et visiteurs arrivent en Yougoslavie par des vols réguliers à destination de Zagreb et Belgrade pour rejoindre Sarajevo en train ou par des charters qui atterrissent directement à Sarajevo. Les spectateurs sont transportés vers les lieux de compétitions en autocar et un parc de véhicules composé de voitures, minibus et autocars est utilisé pour le transport officiel.

### Identité visuelle
L'emblème des Jeux olympiques d'hiver de 1984 est un flocon de neige stylisé qui reprend également le motif de la broderie nationale surplombé des anneaux olympiques. La mascotte de la compétition a été choisie par les lecteurs de journaux yougoslaves parmi six propositions. Il s'agit d'un loup nommé Vučko et créé par le Slovène Jože Trobec.

### Nations participantes
1 272 athlètes de 49 nations participent aux Jeux de Sarajevo. Cela constitue une forte augmentation puisqu'ils étaient 1 072 de 37 pays en 1980,. Tous les pays présents à Lake Placid en 1980 participent à nouveau à Sarajevo. Les Îles Vierges britanniques font leurs débuts aux Jeux olympiques alors que l'Égypte, Monaco, Porto Rico et le Sénégal participent à leurs premiers Jeux d'hiver. Le Chili, la Corée du Nord, le Maroc, le Mexique, Saint-Marin, Taïwan et la Turquie, absents en 1980, font leur retour en 1984.
Le nombre indiqué entre parenthèses est le nombre d'athlètes engagés dans les épreuves officielles pour chaque pays.
- Allemagne de l'Est (56)
- Allemagne de l'Ouest (84)
- Andorre (2)
- Argentine (18)
- Australie (10)
- Autriche (65)
- Belgique (4)
- Bolivie (3)
- Bulgarie (16)
- Canada (67)
- Chili (4)
- Chine (37)
- Corée du Nord (6)
- Corée du Sud (15)
- Costa Rica (3)
- Chypre (5)
- Égypte (1)
- Espagne (12)
- États-Unis (107)
- Finlande (45)
- France (32)
- Grande-Bretagne (50)
- Grèce (6)
- Hongrie (9)
- Îles Vierges britanniques (1)
- Islande (5)
- Italie (74)
- Japon (39)
- Liban (4)
- Liechtenstein (10)
- Maroc (4)
- Mexique (1)
- Monaco (1)
- Mongolie (4)
- Norvège (58)
- Nouvelle-Zélande (6)
- Pays-Bas (13)
- Pologne (30)
- Porto Rico (1)
- Roumanie (19)
- Sénégal (1)
- Saint-Marin (3)
- Suède (60)
- Suisse (42)
- Taipei chinois (12)
- Tchécoslovaquie (50)
- Turquie (7)
- Union soviétique (99)
- Yougoslavie (72)

## Sites

### Sites sportifs
| \| Sarajevo \| Localisation de Sarajevo en Yougoslavie |
| Sarajevo                                               |

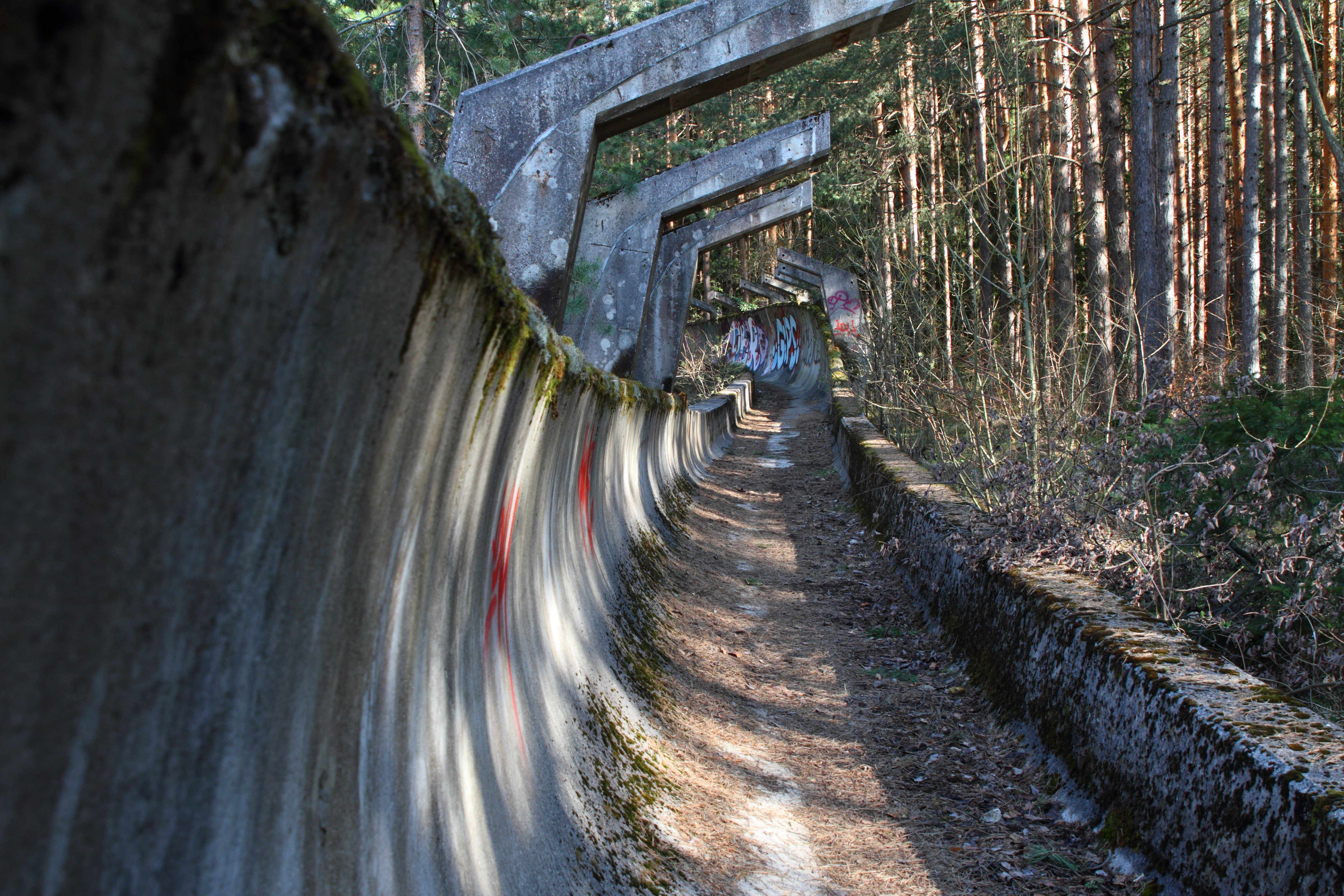
La piste de bobsleigh et de luge en 2014.

En 1978, la région de Sarajevo disposait d'une patinoire artificielle, de quelques pistes de ski de fond et de biathlon et de pistes de ski alpin. La plupart des installations restaient donc à construire. La construction des nouveaux sites débute à l'été 1979 et est terminée en décembre 1982, ce qui permet d'organiser 31 épreuves nationales et internationales pendant la période préolympique. Toutes les épreuves se déroulent à Sarajevo ou dans différentes stations des Alpes dinariques situées à moins de 25 kilomètres de la ville.
Le stade Koševo, construit en 1947 au centre de Sarajevo, est entièrement rénové pour accueillir la cérémonie d'ouverture des Jeux. Sa capacité est de 45 000 places. La salle olympique Zetra, d'une capacité de 8 500 spectateurs, est construite à proximité du stade Koševo pour une partie des épreuves de hockey sur glace et de patinage artistique ainsi que la cérémonie de clôture. Une piste naturelle de patinage de vitesse est également aménagée dans le même quartier. Le centre sportif de Skenderija, situé dans une autre partie de la ville, est rénové et agrandi pour les Jeux. Il comprend désormais une patinoire d'une capacité 8 500 places qui accueille les autres épreuves de hockey et de patinage artistique ainsi que le centre de presse principal,,,.
Les courses masculines de ski alpin se déroulent sur le mont Bjelašnica, montagne culminant à 2 067 mètres située au sud-ouest de Sarajevo. Les épreuves féminines sont quant à elles disputées sur le mont Jahorina, d'une altitude de 1 913 mètres et situé au sud-est de la ville. Les épreuves nordiques ont lieu sur le mont Igman, à proximité du mont Bjelašnica. Deux tremplins de saut à ski de 70 et 90 mètres sont construits à Malo Polje. Les pistes de ski de fond et de biathlon déjà existantes à Veliko Polje sont réaménagées et un nouveau stand de tir est installé pour le biathlon. Une piste de bobsleigh et de luge, la première dans l'histoire du pays, est construite sur le Trebević au sud-est de Sarajevo. La piste a une longueur de 1 300 mètres et une dénivellation de 126 mètres.

### Sites d'hébergement
Le village olympique principal est construit dans le quartier de Mojmilo à Sarajevo. Environ 1 950 athlètes et accompagnateurs sont logés dans les 639 appartements disponibles. Les organisateurs édifient également un village olympique auxiliaire sur le mont Igman pour les athlètes et entraîneurs du ski de fond, du combiné nordique et du biathlon, ce qui représente un total de 500 personnes. Un village de presse construit dans le quartier de Dobrinja accueille les représentants de la presse, de la radio et de la télévision ainsi que le personnel accompagnant. Il compte 2 100 appartements pour un total de 8 500 lits. Les membres du CIO, des fédérations sportives internationales et des comités nationaux logent dans un hôtel Holiday Inn comprenant 340 chambres et 16 suites construit au centre-ville et dans un hôtel appartenant à une entreprise. Finalement, 19 400 lits sont mis à disposition des touristes dans des hôtels, logements privés ou appartements de la région de Sarajevo. Au total, neuf hôtels sont construits et sept autres sont rénovés pour les Jeux.

## Médias
Les médias ont une place beaucoup plus importante aux Jeux de Sarajevo qu'à ceux de Lake Placid en 1980. Plus de 3 000 employés de la chaîne publique yougoslave, la Jugoslovenska Radio-Televizija, produisent 204 heures de retransmissions télévisées. Le nombre de pays dans lesquels les épreuves sont diffusées à la télévision passe de 40 à une centaine et les droits de diffusion, qui étaient de 20,7 millions de dollars en 1984, se montent désormais à 102,7 millions de dollars. Cette somme est partagée entre le comité d'organisation qui en reçoit les deux tiers et le CIO qui en encaisse le dernier tiers. La chaîne ABC dépense 91,5 millions de dollars pour diffuser les images aux États-Unis,.
Les Jeux sont couverts par 7 393 représentants des médias venant de 39 pays : 2 363 journalistes de la presse écrite et 5 030 employés des chaînes de télévision et de radio,. Sept centres de presse ont mis en place à proximité des différents sites de compétitions, le principal étant celui de Skenderija.

## Déroulement

### Relais de la flamme olympique

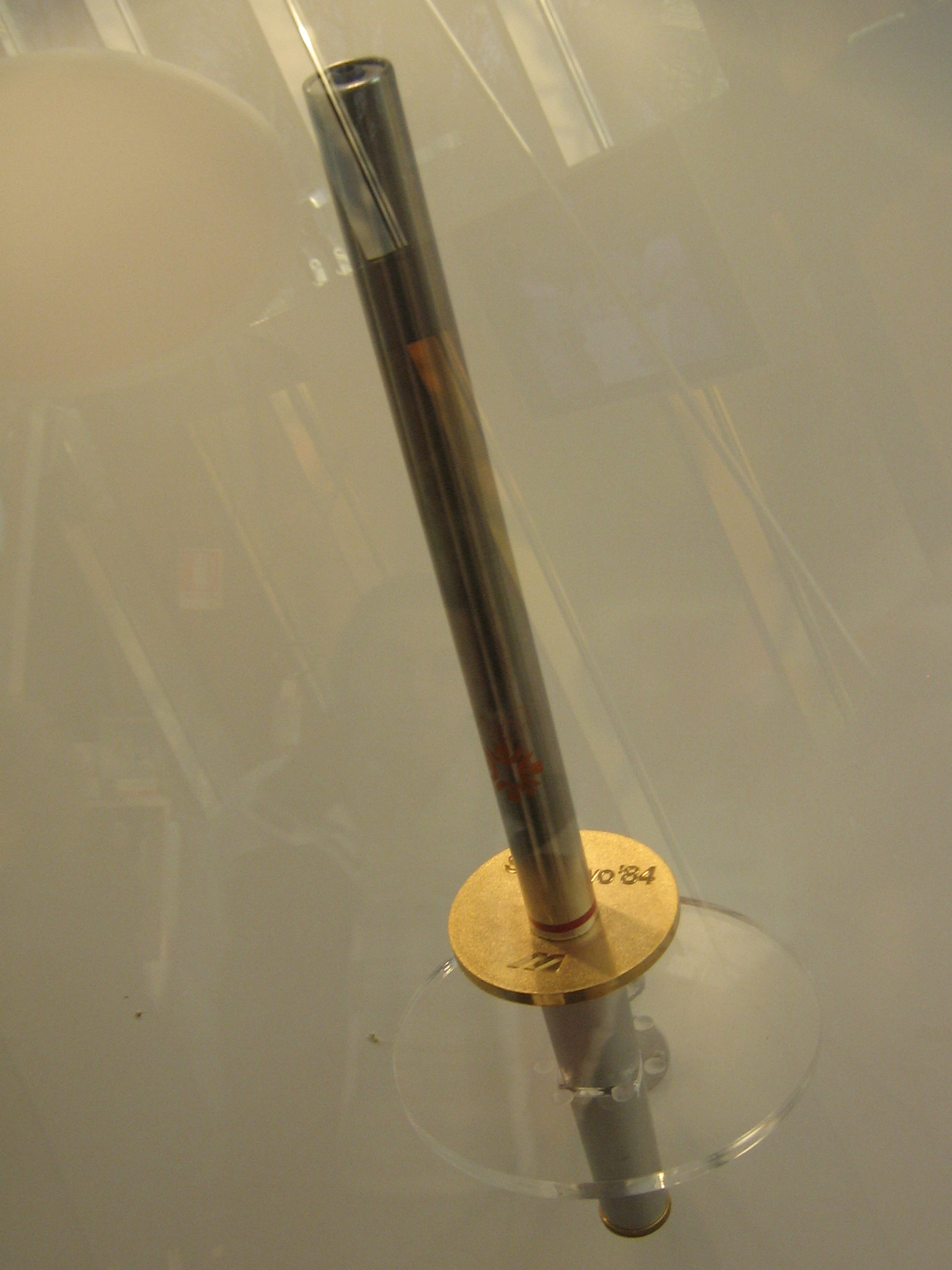
La torche olympique des Jeux de Sarajevo.

La flamme olympique est allumée par les rayons du soleil le 29 janvier 1984 à Olympie, en Grèce, puis transportée jusqu'à Athènes où elle est remise aux organisateurs des Jeux de Sarajevo. Elle est ensuite emmenée à Dubrovnik par un avion spécial de la compagnie nationale yougoslave. Une seconde flamme est allumée et deux parcours traversant toutes les républiques et provinces autonomes de la Yougoslavie relient Dubrovnik à Sarajevo. L'itinéraire ouest, long de 2 687 kilomètres, parcourt la Croatie et la République socialiste de Slovénie. D'une longueur de 2 602 kilomètres, l'itinéraire est traverse quant à lui le Monténégro, le Kosovo, la Macédoine, la Serbie et la Voïvodine. Environ 1 600 coureurs se relaient sur 900 kilomètres, la flamme étant transportée par des véhicules sur le reste du parcours.

### Calendrier
Les Jeux olympiques d'hiver de 1984 se déroulent du mercredi 8 au dimanche 19 février. Ils s'étendent donc sur douze jours et deux week-ends, comme les éditions précédentes. Le tournoi de hockey sur glace commence cependant le 7 février, à la veille de la cérémonie d'ouverture. Le nombre d'épreuves passe de trente-huit à trente-neuf : le 20 kilomètres féminin est ajouté aux compétitions de ski de fond. Environ 430 000 spectateurs assistent aux compétitions.
| CO | Cérémonie d'ouverture | ● H/F | Épreuve(s) hommes ou femmes | 1 | Finale d'épreuve officielle | CC | Cérémonie de clôture |

| février 1984             | 7 Mar | 8 Mer  | 9 Jeu        | 10 Ven       | 11 Sam       | 12 Dim       | 13 Lun           | 14 Mar           | 15 Mer      | 16 Jeu         | 17 Ven       | 18 Sam       | 19 Dim     | Épreuves |
| ------------------------ | ----- | ------ | ------------ | ------------ | ------------ | ------------ | ---------------- | ---------------- | ----------- | -------------- | ------------ | ------------ | ---------- | -------- |
| Cérémonies               |       | CO     |              |              |              |              |                  |                  |             |                |              |              | CC         | —        |
| Biathlon                 |       |        |              |              | 1 20 km H    |              |                  | 1 10 km H        |             |                | 1 4×7,5 km H |              |            | 3        |
| Bobsleigh                |       |        |              | ● Bob à 2    | 1 Bob à 2    |              |                  |                  |             |                | ● Bob à 4    | 1 Bob à 4    |            | 2        |
| Combiné nordique         |       |        |              |              | ● K70        | 1 15 km      |                  |                  |             |                |              |              |            | 1        |
| Hockey sur glace         |       |        |              |              |              |              |                  |                  |             |                |              |              | 1          | 1        |
| Luge                     |       |        | ● simple H/F | ● simple H/F | ● simple H/F | 2 simple H/F |                  |                  | 1 double H  |                |              |              |            | 3        |
| Patinage artistique      |       |        |              |              |              | 1 couples    |                  | 1 danse          |             | 1 hommes       |              | 1 femmes     |            | 4        |
| Patinage de vitesse      |       |        | 1 1 500 m F  | 2 500 m H/F  |              | 1 5 000 m H  | 1 1 000 m F      | 1 1 000 m H      | 1 3 000 m F | 1 1 500 m H    |              | 1 10 000 m H |            | 9        |
| Saut à ski               |       | 1 K 90 |              |              |              | 1 K 70       |                  |                  |             |                |              |              |            | 2        |
| Ski alpin                |       |        |              |              |              |              | 1 slalom géant F | 1 slalom géant H |             | 2 descente H/F | 1 slalom F   |              | 1 slalom H | 6        |
| Ski de fond              |       |        | 1 10 km F    | 1 30 km H    |              | 1 5 km F     | 1 15 km H        |                  | 1 4×5 km F  | 1 4×10 km H    |              | 1 20 km F    | 1 50 km H  | 8        |
| Nombre de finales / jour | 0     | 1      | 3            | 2            | 2            | 7            | 3                | 4                | 3           | 5              | 2            | 4            | 3          |          |
| Total cumulé             | 0     | 1      | 4            | 6            | 8            | 15           | 18               | 22               | 25          | 30             | 32           | 36           | 39         | 39       |

### Conditions météorologiques
Les organisateurs doivent faire face à de mauvaises conditions météorologiques au début des Jeux. Dans la nuit du 8 au 9 février, 40 centimètres de neige tombent à Sarajevo et jusqu'à un mètre sur les sites de montagne. Le 9 février, la descente masculine de ski alpin est reportée à cause de vents soufflant jusqu'à 200 km/h et les autres épreuves se déroulent avec plusieurs heures de retard. La situation ne s'améliore pas les jours suivants. Les épreuves de biathlon, de ski de fond, de combiné nordique, de saut à ski, de bobsleigh et de luge sont disputées selon le programme dans des conditions météorologiques difficiles alors que les courses de ski alpin ne débutent que le 13 février.

### Cérémonie d'ouverture
La cérémonie d'ouverture a lieu le 8 février devant 45 000 spectateurs au stade Koševo. Elle est animée par des centaines de musiciens et de danseurs des différentes régions de la Yougoslavie. Après le défilé des athlètes, le drapeau olympique est remis au maire de Sarajevo Uglješa Uzelac. Le skieur alpin Bojan Križaj et l'arbitre Dragan Perović prononcent le serment olympique et la patineuse artistique Sanda Dubravčić allume la vasque olympique. Ensuite, le président de la Yougoslavie Mika Špiljak déclare les Jeux officiellement ouverts,,.

### Épreuves

#### Biathlon

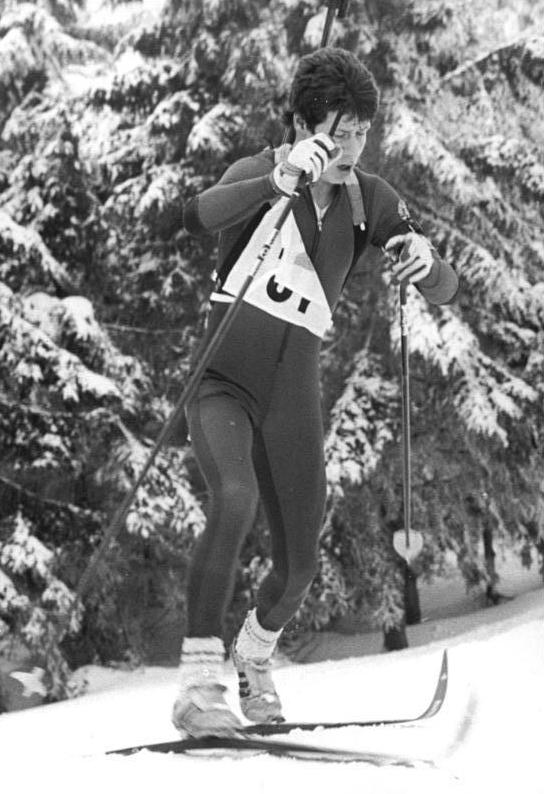
Le champion olympique Frank-Peter Rötsch en 1983.

Les épreuves de biathlon sont organisées à Veliko Polje sur le mont Igman.
Les courses de biathlon commencent par le 20 kilomètres individuel. L'Est-Allemand de 19 ans Frank-Peter Rötsch prend rapidement la tête du classement mais c'est finalement l'Ouest-Allemand Peter Angerer qui s'impose avec plus d'une minute d'avance. Rötsch est deuxième, et la médaille de bronze revient au Norvégien Eirik Kvalfoss. L'épreuve suivante est le 10 kilomètres sprint. Eirik Kvalfoss, champion du monde en 1982 et 1983, remporte la course malgré deux cibles manquées. Peter Angerer est médaillé d'argent grâce à une bonne fin de course et l'Est-Allemand Matthias Jacob est médaillé de bronze. Le champion olympique en titre Frank Ullrich manque trois cibles et ne termine qu'au 17e rang. Les Soviétiques n'ont pas gagné de médaille individuelle et ne sont pas favoris du relais. Dmitriy Vasilyev, Yuriy Kashkarov, Algimantas Šalna et Sergey Buligin gagnent cependant cette course ; c'est la cinquième fois consécutive que l'Union soviétique est championne olympique du relais depuis les débuts de l'épreuve en 1968. La Norvège est deuxième avec 1 s 2 d'avance sur l'Allemagne de l'Est. Eirik Kvalfoss et Peter Angerer terminent donc les Jeux avec trois médailles de trois métaux différents.

#### Bobsleigh

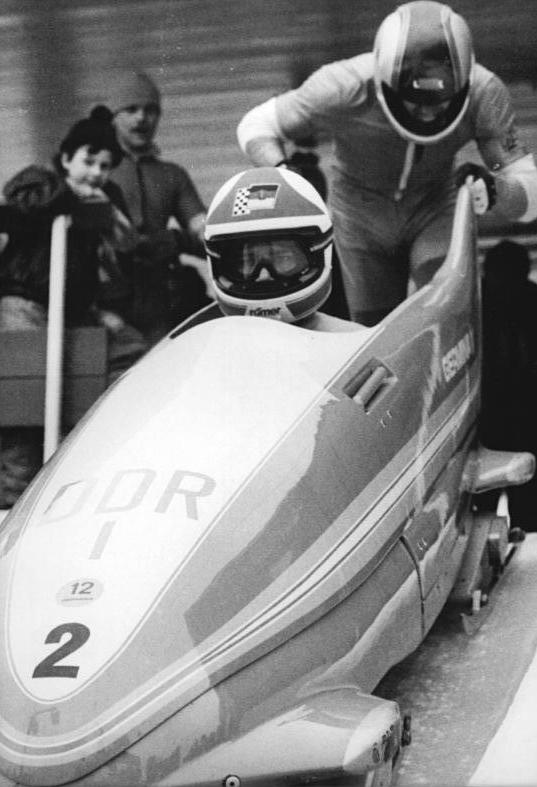
Les Est-Allemands Wolfgang Hoppe et Dietmar Schauerhammer en 1985.

Les courses de bobsleigh se déroulent sur la piste construite sur le Trebević. Les Est-Allemands dominent la discipline puisqu'ils s'adjugent les deux médailles d'or et les deux médailles d'argent. En 2014, cette performance n'a toujours pas été égalée.
Les Est-Allemands Wolfgang Hoppe et Dietmar Schauerhammer remportent l'épreuve de bob à deux en établissant le meilleur temps de trois des quatre manches. Ils terminent avec une demi-seconde d'avance sur leurs compatriotes Bernhard Lehmann et Bogdan Musiol. Les bobeurs de l'Union soviétique créent la surprise en se plaçant troisièmes et quatrièmes alors que les Suisses, champions du monde en 1982 et 1983, doivent se contenter des cinquième et sixième rangs. Le Suédois Carl-Erik Eriksson est le premier athlète à participer à six éditions des Jeux olympiques d'hiver. À 53 ans, c'est également le sportif le plus âgé de ces Jeux,.
Lors de l'épreuve de bob à quatre, Wolfgang Hoppe termine à nouveau au premier rang devant Bernhard Lehmann alors que le bob suisse de Silvio Giobellina est médaillé de bronze. Ces trois équipages terminent toutes les manches aux trois premiers rangs et dans le même ordre. Les écarts sont grands puisque le bob Suisse 2, quatrième, a 2 s 68 de retard.

#### Combiné nordique
Les athlètes du combiné nordique font trois sauts sur le tremplin de 70 mètres, les deux meilleurs étant comptabilisés, puis une course de 15 kilomètres sur les pistes du mont Igman le lendemain. Le classement est établi selon un système de points. Le Norvégien Tom Sandberg est premier après les sauts. Parmi les autres favoris, les Finlandais Rauno Miettinen et Jouko Karjalainen occupent les 6e et 15e rangs. Jouko Karjalainen remporte la course de ski de fond avec 1 min 20 s 7 d'avance sur Tom Sandberg, deuxième, mais cela ne suffit pas pour le dépasser au classement final. Sandberg est donc champion olympique et Karjalainen médaillé d'argent. Surprenant cinquième des deux épreuves, le Finlandais Jukka Ylipulli gagne la médaille de bronze et Rauno Miettenen, neuvième du ski de fond, est finalement quatrième.

#### Hockey sur glace
Le tournoi de hockey sur glace se déroule sur deux patinoires construites dans les quartiers de Zetra et Skenderija. Les douze équipes sont réparties en deux groupes de six. Les deux meilleures équipes de chaque groupe se qualifient pour la poule finale, les points acquis contre l'équipe de sa propre poule étant conservés.
Une controverse sur l'éligibilité des joueurs éclate avant les Jeux. Le règlement du CIO indique que les joueurs ayant signé un contrat professionnel ne peuvent pas participer aux Jeux, alors que pour la Fédération internationale de hockey sur glace seuls les joueurs qui ont joué un match professionnel sont inéligibles. Finalement, tous les joueurs qui ont signé un contrat ou joué un match en Ligue nationale de hockey (ligue nord-américaine) ne peuvent pas prendre part aux Jeux. Les Soviétiques et Tchécoslovaques qui n'ont pas d'autre activité que le hockey sur glace peuvent en revanche participer sans restriction.
Les Soviétiques remportent tous leurs matchs, notamment grâce à la ligne KLM composée de Vladimir Kroutov, Igor Larionov et Sergueï Makarov. Comme de 1964 à 1976, ils deviennent champions olympiques. Les Tchécoslovaques sont médaillés d'argent et les Suédois médaillés de bronze. Vainqueurs en 1980 à domicile, les Américains terminent au septième rang,.

#### Luge

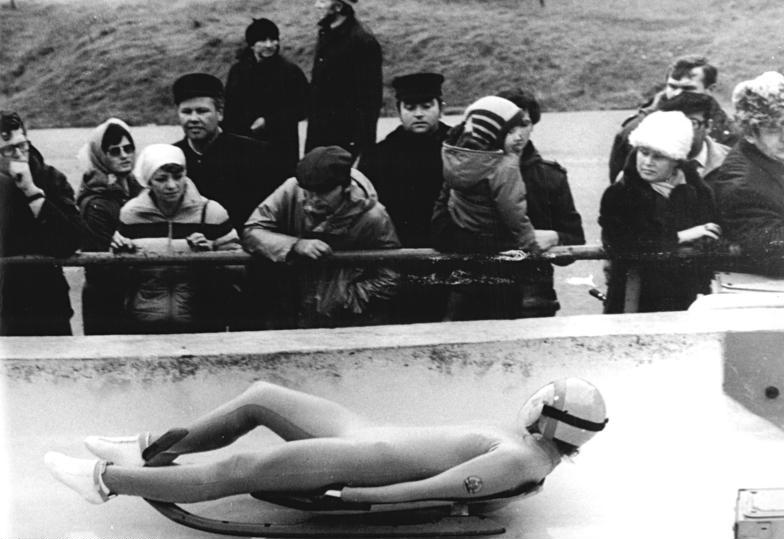
La médaillée d'or Steffi Martin, ici en 1983.

Les compétitions de luge se tiennent sur la piste construite sur le Trebević. L'Est-Allemand Torsten Görlitzer et l'Italien Ernst Haspinger dominent les deux premières manches de l'épreuve masculine, mais ces deux lugeurs perdent du temps lors de la troisième manche. L'Italien Paul Hildgartner, médaillé d'argent en 1980, signe le meilleur temps des deux dernières manches et devient champion olympique. Le podium est complété par les Soviétiques Sergey Danilin et Valery Dudin. C'est la première fois que les Est-Allemands ne remportent pas de médaille dans cette épreuve présente aux Jeux olympiques depuis 1964.
L'Allemagne de l'Est domine en revanche l'épreuve féminine : trois lugeuses de ce pays prennent les trois premières places de chaque manche. Championne du monde en 1983, Steffi Martin remporte les quatre manches et gagne la médaille d'or. Bettina Schmidt est médaillée d'argent et Ute Oberhoffner médaillée de bronze.
L'épreuve de double est très serrée. Les Soviétiques Evgeni Belousov et Aleksandr Beliakov sont premiers pour 6,7 centièmes de seconde après la manche initiale, mais une petite erreur à la fin de la deuxième et dernière manche leur coûte la victoire. Les Ouest-Allemands Hans Stangassinger et Franz Wembacher remportent le titre olympique avec 4 centièmes d'avance sur Belousov et Beliakov, et les Est-Allemands Jörg Hoffmann et Jochen Pietzsch gagnent la médaille de bronze.

#### Patinage artistique

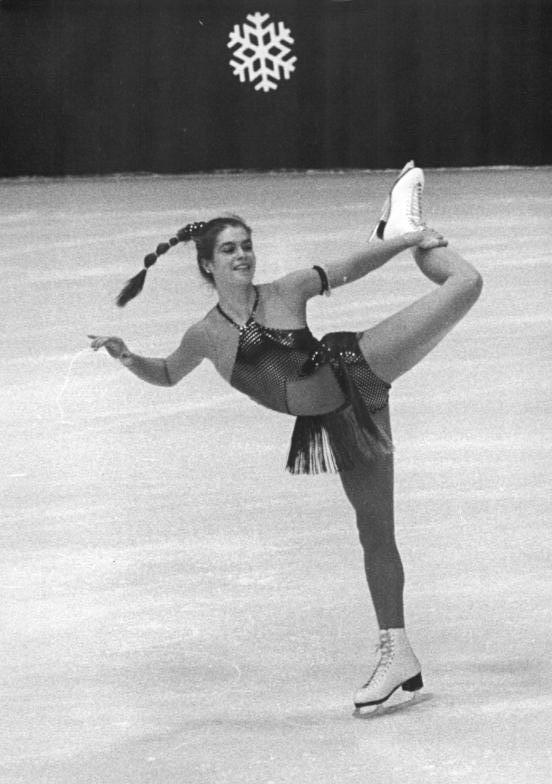
Katarina Witt en 1985.

Les épreuves de patinage artistique se déroulent au centre sportif de Skenderija. L'Américain Scott Hamilton, champion du monde de 1981 à 1983, est premier après les figures imposées de la compétition masculine. Le Canadien Brian Orser remporte ensuite le programme court et le programme libre devant Hamilton. Orser n'ayant obtenu qu'une septième place lors des figures imposées, il est finalement médaillé d'argent alors que Scott Hamilton est champion olympique. La médaille de bronze revient au Tchécoslovaque Jozef Sabovčík. Les favorites de la compétition féminine sont les Américaines Elaine Zayak et Rosalynn Sumners, championnes du monde en 1982 et 1983, ainsi que l'Est-Allemande Katarina Witt. Elaine Zayak n'est que treizième des figures imposées, remportées par Rosalynn Sumners. Katarina Witt est alors troisième. L'Est-Allemande gagne ensuite le programme court alors que Rosalynn Sumners prend la cinquième place. Lors du programme libre, Katarina Witt réalise une bonne performance qui lui permet de remporter la médaille d'or alors que Rosalynn Sumners, qui présente un programme moins difficile que prévu, doit se contenter de la médaille d'argent. La Soviétique Kira Ivanova prend la troisième place. Les Soviétiques Ielena Valova et Oleg Vassiliev, champions du monde en 1983, gagnent le programme court et le programme libre et terminent à la première place de l'épreuve par couples. Les frère et sœur américains Kitty et Peter Carruthers sont deuxièmes et une autre paire soviétique, celle de Larisa Seleznyova et Oleg Makarov, termine au troisième rang. Les Britanniques Jayne Torvill et Christopher Dean, grands favoris de la danse sur glace, ne déçoivent pas le public. Ils réalisent un programme très original sur la musique du Boléro de Ravel et les neuf juges leur attribuent la note maximale de six pour l'impression artistique. Jayne Torvill et Christopher Dean deviennent champions olympiques devant deux couples soviétiques (Natalia Bestemianova/Andreï Boukine et Marina Klimova/Sergueï Ponomarenko).

#### Patinage de vitesse

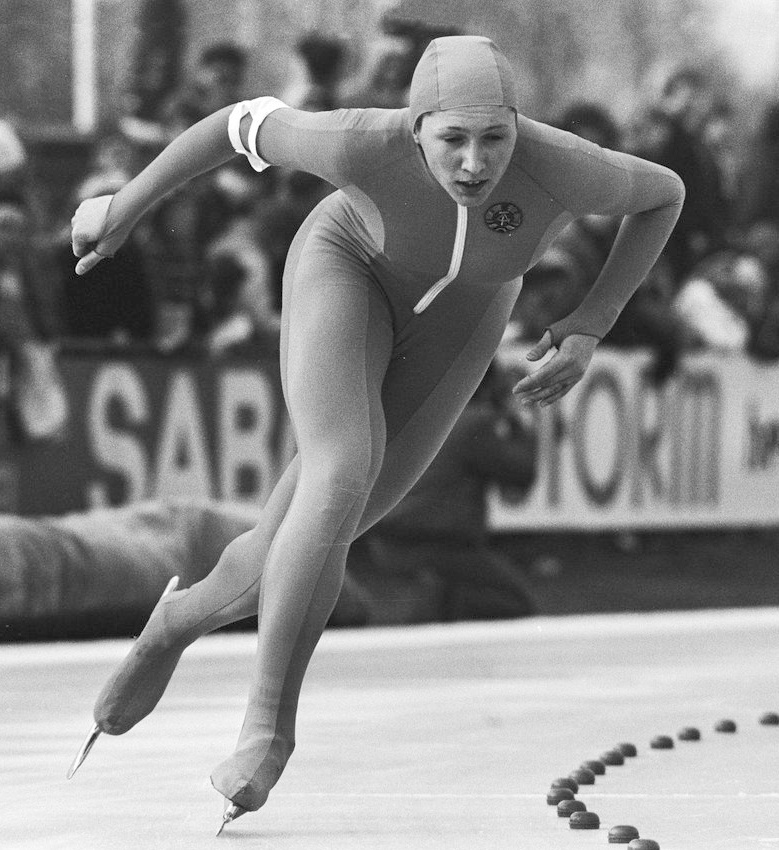
Karin Enke, ici en 1983, remporte quatre médailles à Sarajevo.

Une piste extérieure est aménagée avec de la glace naturelle à proximité de la salle olympique Zetra. Le Soviétique Sergej Fokitsjev remporte le 500 mètres devant le Japonais Yoshihiro Kitazawa. Erroll Fraser, qui représente les Îles Vierges britanniques, est le premier athlète des Caraïbes à participer à une épreuve des Jeux d'hiver. Après avoir terminé troisième de ce 500 mètres, le Canadien Gaétan Boucher gagne le 1 000 et le 1 500 mètres ; le Québécois termine donc les Jeux avec trois médailles. Le Soviétique Sergey Khlebnikov est deuxième de ces deux courses et les médailles de bronze sont attribuées au Norvégien Kai Arne Engelstad et au Soviétique Oleg Bojyev respectivement. Trois patineurs se partagent les six médailles des longues distances. Le Suédois Tomas Gustafson, qui a repris les techniques d'entraînement d'Eric Heiden, remporte le 5 000 mètres devant le Soviétique Igor Malkov. Lors du 10 000 mètres, Malkov devance cette fois Gustafson. L'Est-Allemand René Schöfisch termine quant à lui au troisième rang des deux épreuves,.
L'Allemagne de l'Est domine les épreuves féminines : ce pays remporte toutes les médailles d'or et d'argent ainsi qu'une médaille de bronze, ce qui représente neuf médailles sur les douze mises en jeu. Karin Enke, qui a remporté plusieurs titres mondiaux depuis sa médaille d'or olympique obtenue sur 500 mètres en 1980, est favorite des quatre courses. Lors de la première épreuve, le 1 500 mètres, elle gagne facilement la médaille d'or en battant le record du monde. Elle devance Andrea Ehrig et la Soviétique Natalya Petrusyova, qui faisaient également partie des favorites. La détentrice du record du monde Christa Luding gagne le 500 mètres devant Karin Enke et la Soviétique Natalya Glebova. Le podium du 1 000 mètres est identique à celui du 1 500 mètres disputé trois jours plus tôt. Lors de la dernière course, le 3 000 mètres, les Est-Allemandes gagnent les trois médailles : Andrea Ehrig devance Karin Enke et Gabi Zange. C'est la troisième fois qu'un pays s'adjuge les trois premières places d'une épreuve olympique de patinage de vitesse. Karin Enke termine les Jeux avec quatre médailles et Andrea Ehring avec trois médailles,,.

#### Saut à ski

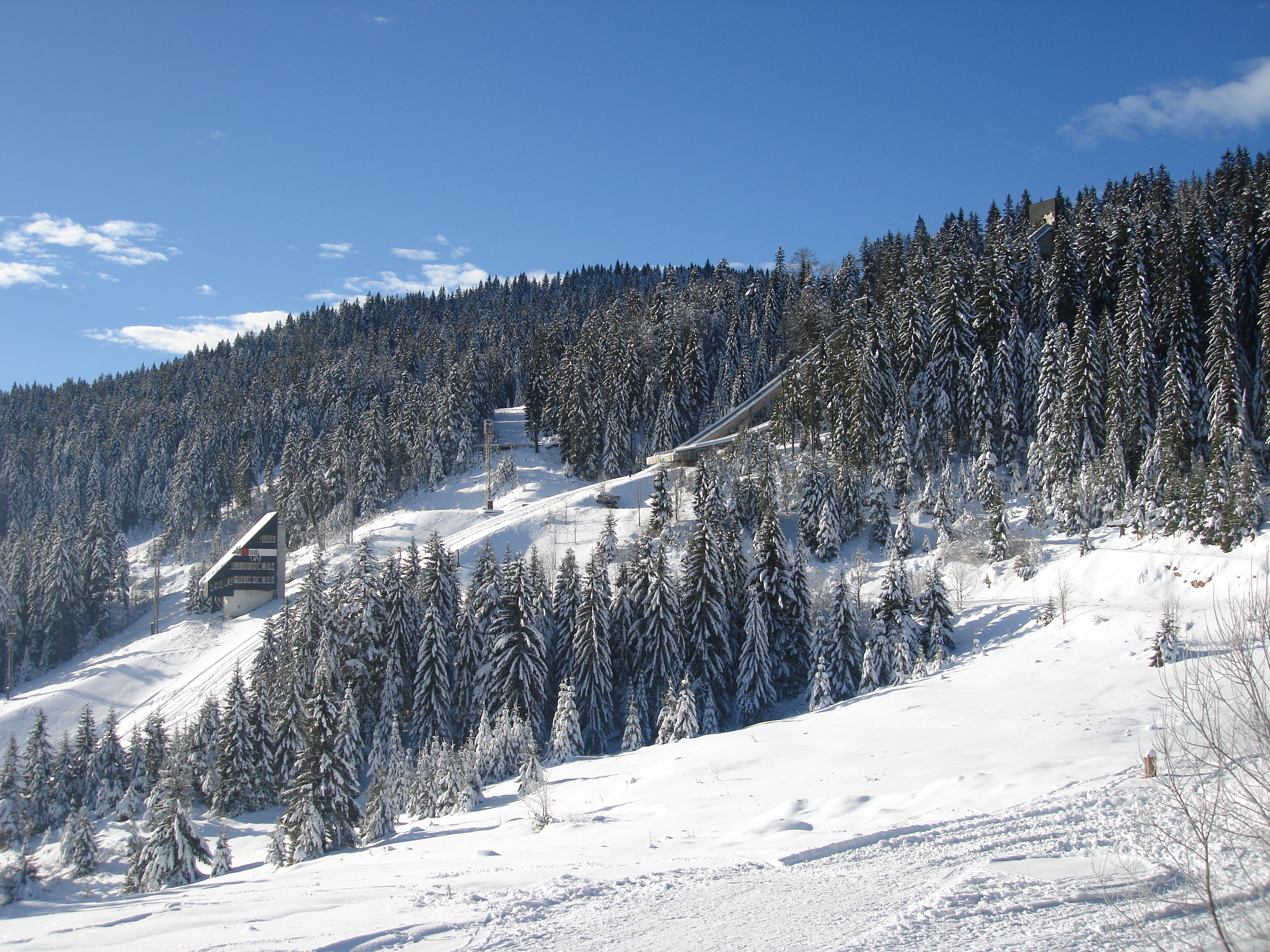
Les tremplins de saut à ski du mont Igman.

Les épreuves de saut à ski ont lieu sur les tremplins d'Igman, au sud-ouest de Sarajevo. Elles sont perturbées à cause du vent. Sur le tremplin normal, le Finlandais de 20 ans Matti Nykänen est en tête du classement après la première manche grâce à un saut de 91 mètres. L'Est-Allemand de 19 ans Jens Weissflog est deuxième avec un saut de 90 mètres. Lors de la deuxième manche, Weissflog saute à 87 mètres et Nykänen, qui aurait été champion olympique en sautant à 86 mètres, atterrit à 84 mètres. L'Est-Allemand est donc champion olympique devant le Finlandais. Jari Puikkonen, également finlandais, produit le meilleur saut de l'épreuve : un bond à 91,5 mètres lui permet de remonter de la 21e à la troisième place. Les scores sont serrés : il y a 1,2 point d'écart entre le premier et le deuxième ainsi qu'entre le deuxième et le troisième.
Matti Nykänen domine largement l'épreuve sur grand tremplin. Lors de la première manche, il saute à 116 mètres alors que le deuxième, Jens Weissflog, n'atteint que 107 mètres. Le Finlandais augmente son avance en produisant également le meilleur saut de la deuxième manche. Il remporte le titre olympique avec une avance de 17,5 points, ce qui représente le plus grand écart entre le premier et le deuxième de toute l'histoire du saut à ski olympique. Jens Weissflog termine deuxième et le Tchécoslovaque Pavel Ploc prend la troisième place.

#### Ski alpin
Les courses de ski alpin se déroulent sur deux montagnes différentes : les épreuves masculines sont disputées sur le mont Bjelašnica et les épreuves féminines sur le mont Jahorina. Les épreuves commencent le 13 février avec quatre jours de retard sur le programme à cause de forts vents et d'importantes chutes de neige.
L'Américain Bill Johnson, vainqueur à Wengen en janvier, gagne la descente devant le Suisse Peter Müller et l'Autrichien Anton Steiner. Il devient le premier Américain à recevoir une médaille dans cette épreuve aux Jeux olympiques. Le Suédois Ingemar Stenmark est considéré comme l'un des meilleurs skieurs du monde dans les épreuves techniques mais, le CIO le considérant comme professionnel, il ne peut pas participer aux Jeux. Marc Girardelli, d'origine autrichienne, est lui privé de JO car il n'a pas encore obtenu son passeport luxembourgeois. Le Suisse Max Julen réalise le meilleur temps de la première manche et le deuxième de la seconde manche et devient champion olympique. Le Slovène Jure Franko, vainqueur de la seconde manche et deuxième du classement final, remporte la première médaille yougoslave de l'histoire des Jeux d'hiver. Le bronze revient au Liechtensteinois Andreas Wenzel. L'Américain Phil Mahre, favori en l'absence de Stenmark, termine au premier rang du slalom devant son frère jumeau Steve. C'est la huitième fois que des frères ou des sœurs prennent les deux premières places d'une épreuve olympique individuelle, mais les Mahre sont les premiers jumeaux à réaliser cette performance. Le Français Didier Bouvet obtient la médaille de bronze. Les trois grands dominateurs de la saison en Coupe du Monde, Zurbriggen, Stenmark et Girardelli, ne remportent dont aucune médaille.
La Suissesse Michela Figini a remporté sa première course de Coupe du monde deux semaines avant les Jeux. Première de trois des cinq manches d'entraînement à Sarajevo, elle gagne la descente devant la grande favorite, sa compatriote Maria Walliser, et la Tchécoslovaque Olga Charvátová. À 17 ans, elle devient la plus jeune championne olympique de ski alpin. Le podium du slalom géant est inattendu : l'Américaine Debbie Armstrong, qui n'a jamais gagné de course en Coupe du monde, est championne olympique devant sa compatriote Christin Cooper. La Française Perrine Pelen est troisième alors qu'une autre Américaine, Tamara McKinney, termine au quatrième rang. Seules 21 des 45 partantes terminent les deux manches du slalom. La Française Christelle Guignard remporte la première manche mais ne termine pas la deuxième. L'Italienne Paoletta Magoni-Sforza, quatrième de la première manche et vainqueur de la deuxième manche, devient championne olympique alors que, comme Debbie Armstrong, elle n'a jamais gagné en Coupe du monde. Perrine Pelen remporte une deuxième médaille, l'argent, devant la Liechtensteinoise Ursula Konzett. La Liechtensteinoise Hanni Wenzel partage le même destin que Stenmark : elle aussi une des meilleures du monde, elle est également privée de JO parce que considérée comme professionnelle.

#### Ski de fond
Les courses de ski de fond se déroulent à Veliko Polje, sur le mont Igman. Une nouvelle technique, le pas de patineur, est très utilisée lors des Jeux de 1984. Elle est cependant interdite sur les 200 derniers mètres de chaque course pour éviter les chutes. Le 20 kilomètres féminin, disputé aux Championnats du monde de 1978 et 1982, fait son apparition aux Jeux olympiques.
Lors du 15 kilomètres, le Finlandais Harri Kirvesniemi est en tête de la course après 5,8 kilomètres mais c'est le Suédois Gunde Svan qui s'impose grâce à une bonne fin de course. Aki Karvonen et Harri Kirvesniemi, tous deux finlandais, complètent le podium. Le 30 kilomètres se déroule dans des conditions difficiles. Triple champion olympique en 1980, le Soviétique Nikolaj Zimjatov remporte une nouvelle médaille d'or devant son compatriote Alexander Savjalov et Gunde Svan. Zimjatov est le troisième fondeur de l'histoire à glaner quatre titres olympiques après le Suédois Sixten Jernberg et la Soviétique Galina Kulakova. Au terme d'un 50 kilomètres très serré, le Suédois Thomas Wassberg obtient la médaille d'or avec seulement 4,9 secondes d'avance sur Gunde Svan. Aki Karvonen termine au troisième rang. Lors du relais 4 × 10 kilomètres, Gunde Svan, dernier coureur de l'équipe suédoise, prend dix secondes d'avance sur le Soviétique Nikolaj Zimjatov et termine au premier rang. La Finlande, huitième après le premier skieur, obtient finalement la médaille de bronze. Gunde Svan termine donc ses Jeux avec quatre médailles (deux d'or, une d'argent et une de bronze).
Après avoir participé sans succès aux Jeux olympiques de 1976 et 1980, la Finlandaise Marja-Liisa Hämäläinen remporte le classement général de la Coupe du monde en 1983. À Sarajevo, elle gagne d'abord le 10 kilomètres avec presque 19 secondes d'avance sur la Soviétique Raisa Smetanina, championne olympique en 1976. La Norvégienne Brit Pettersen est médaillée de bronze. Marja-Liisa Hämäläinen s'adjuge ensuite le 5 kilomètres avec 10 secondes d'avance sur la Norvégienne Berit Aunli et 14 sur la Tchécoslovaque Květoslava Jeriová-Pecková. Elle gagne finalement le 20 kilomètres devant Raisa Smetanina et la Norvégienne Anne Jahren. La Norvège, déjà en tête après la première skieuse, remporte le 4 × 5 kilomètres. La Tchécoslovaquie gagne sa première médaille olympique en relais, l'argent, avec deux secondes d'avance sur la Finlande, médaillée de bronze. Marja-Liisa Hämäläinen, qui a remporté les trois épreuves individuelles ainsi que le bronze du relais, est la seule triple médaillée d'or de ces Jeux,,.

### Cérémonie de clôture
La cérémonie de clôture a lieu le 19 février dans la halle olympique Zetra. Après le défilé des athlètes, Juan Antonio Samaranch dont c'est la première olympiade en tant que président du CIO remercie les organisateurs et proclame la clôture des Jeux. La flamme olympique est éteinte à 20 h 21.

### Tableau des médailles

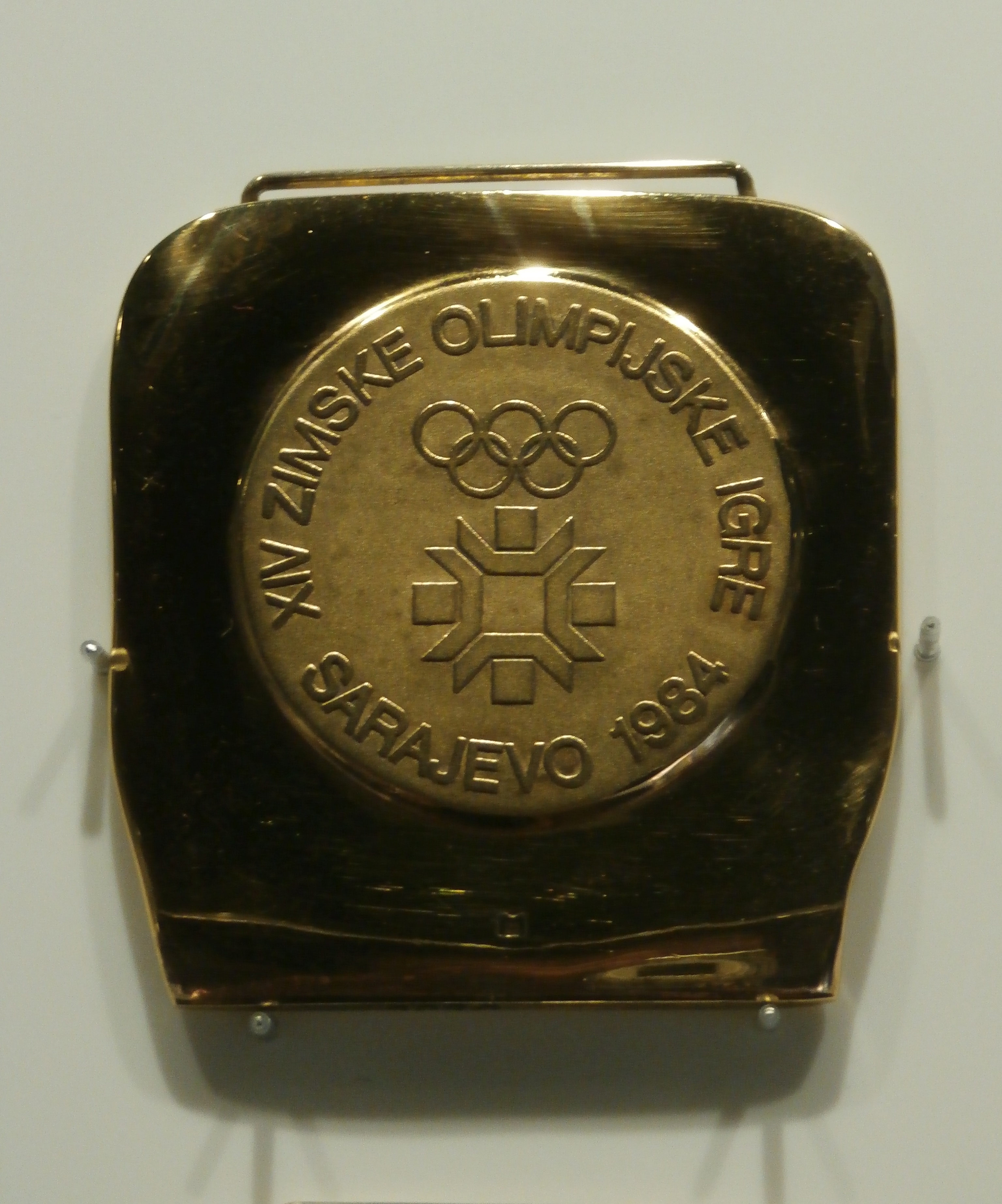
Une médaille d'or des Jeux olympiques d'hiver de 1984.

Dix-sept des quarante-neuf nations participant à ces Jeux remportent au moins une médaille, comme détaillé dans le tableau ci-dessous. Deuxième derrière l'Union soviétique de 1972 à 1980, l'Allemagne de l'Est est cette fois première avec vingt-quatre médailles dont neuf en or. Les athlètes est-allemands remportent toutes les médailles d'or et d'argent en patinage de vitesse féminin et en bobsleigh. L'Union soviétique, qui remporte vingt-cinq médailles dont six en or, passe au deuxième rang. Cela est notamment dû à de moins bonnes performances en ski de fond puisque les Soviétiques ne remportent qu'un titre olympique dans cette discipline, contre quatre en 1980. Les États-Unis sont troisièmes, comme à Lake Placid, avec huit médailles dont quatre d'or. Ils réalisent une de leurs meilleures performances de l'histoire en ski alpin (cinq médailles dont trois en or). Les pays d'Europe du Nord occupent les rangs suivants : la Finlande est quatrième (surtout grâce aux trois médailles d'or de la fondeuse Marja-Liisa Hämäläinen), la Suède cinquième et la Norvège sixième. Le pays hôte est 14e avec une médaille d'argent. C'est la première fois que la Yougoslavie gagne une médaille aux Jeux olympiques d'hiver. L'Autriche, quatrième en 1980, est quant à elle 17e avec une médaille de bronze. C'est son moins bon résultat depuis le début des Jeux d'hiver en 1924
| Rang  | Nation               | Médaille d'or, Jeux olympiques | Médaille d'argent, Jeux olympiques | Médaille de bronze, Jeux olympiques | Total |
| ----- | -------------------- | ------------------------------ | ---------------------------------- | ----------------------------------- | ----- |
| 1     | Allemagne de l'Est   | 9                              | 9                                  | 6                                   | 24    |
| 2     | Union soviétique     | 6                              | 10                                 | 9                                   | 25    |
| 3     | États-Unis           | 4                              | 4                                  | 0                                   | 8     |
| 4     | Finlande             | 4                              | 3                                  | 6                                   | 13    |
| 5     | Suède                | 4                              | 2                                  | 2                                   | 8     |
| 6     | Norvège              | 3                              | 2                                  | 4                                   | 9     |
| 7     | Suisse               | 2                              | 2                                  | 1                                   | 5     |
| 8     | Allemagne de l'Ouest | 2                              | 1                                  | 1                                   | 4     |
| 9     | Canada               | 2                              | 1                                  | 1                                   | 4     |
| 10    | Italie               | 2                              | 0                                  | 0                                   | 2     |
| 11    | Grande-Bretagne      | 1                              | 0                                  | 0                                   | 1     |
| 12    | Tchécoslovaquie      | 0                              | 2                                  | 4                                   | 6     |
| 13    | France               | 0                              | 1                                  | 2                                   | 3     |
| 14    | Japon                | 0                              | 1                                  | 0                                   | 1     |
| 14    | Yougoslavie          | 0                              | 1                                  | 0                                   | 1     |
| 16    | Liechtenstein        | 0                              | 0                                  | 2                                   | 2     |
| 17    | Autriche             | 0                              | 0                                  | 1                                   | 1     |
| Total | Total                | 39                             | 39                                 | 39                                  | 117   |

### Sportifs les plus médaillés
Sept sportifs remportent au moins deux médailles d'or lors de ces Jeux. La fondeuse finlandaise Marja-Liisa Hämäläinen termine en tête avec trois médailles d'or et une de bronze. Elle est suivie par l'Est-Allemande Karin Enke, qui gagne deux médailles d'or et deux d'argent en patinage de vitesse, et le fondeur suédois Gunde Svan qui remporte également quatre médailles (deux d'or, une d'argent et une de bronze),.
| Rang | Athlète                      | Sport               | Médaille d'or, Jeux olympiques | Médaille d'argent, Jeux olympiques | Médaille de bronze, Jeux olympiques | Total |
| ---- | ---------------------------- | ------------------- | ------------------------------ | ---------------------------------- | ----------------------------------- | ----- |
| 1    | Marja-Liisa Hämäläinen (FIN) | Ski de fond         | 3                              | 0                                  | 1                                   | 4     |
| 2    | Karin Enke (GDR)             | Patinage de vitesse | 2                              | 2                                  | 0                                   | 4     |
| 3    | Gunde Svan (SWE)             | Ski de fond         | 2                              | 1                                  | 1                                   | 4     |
| 4    | Gaétan Boucher (CAN)         | Patinage de vitesse | 2                              | 0                                  | 1                                   | 3     |
| 5    | Wolfgang Hoppe (GDR)         | Bobsleigh           | 2                              | 0                                  | 0                                   | 2     |
| 5    | Dietmar Schauerhammer (GDR)  | Bobsleigh           | 2                              | 0                                  | 0                                   | 2     |
| 5    | Thomas Wassberg (SWE)        | Ski de fond         | 2                              | 0                                  | 0                                   | 2     |

## Réactions et retombées

### Réactions
Les Jeux de Sarajevo sont considérés comme un succès. Les pistes sont bien entretenues malgré les mauvaises conditions météorologiques, les services de sécurité sont discrets et le système de transport fonctionne bien. En outre, l'ambiance est plus festive que lors des Jeux précédents et la compétition ne laisse pas de dette,.

### Retombées

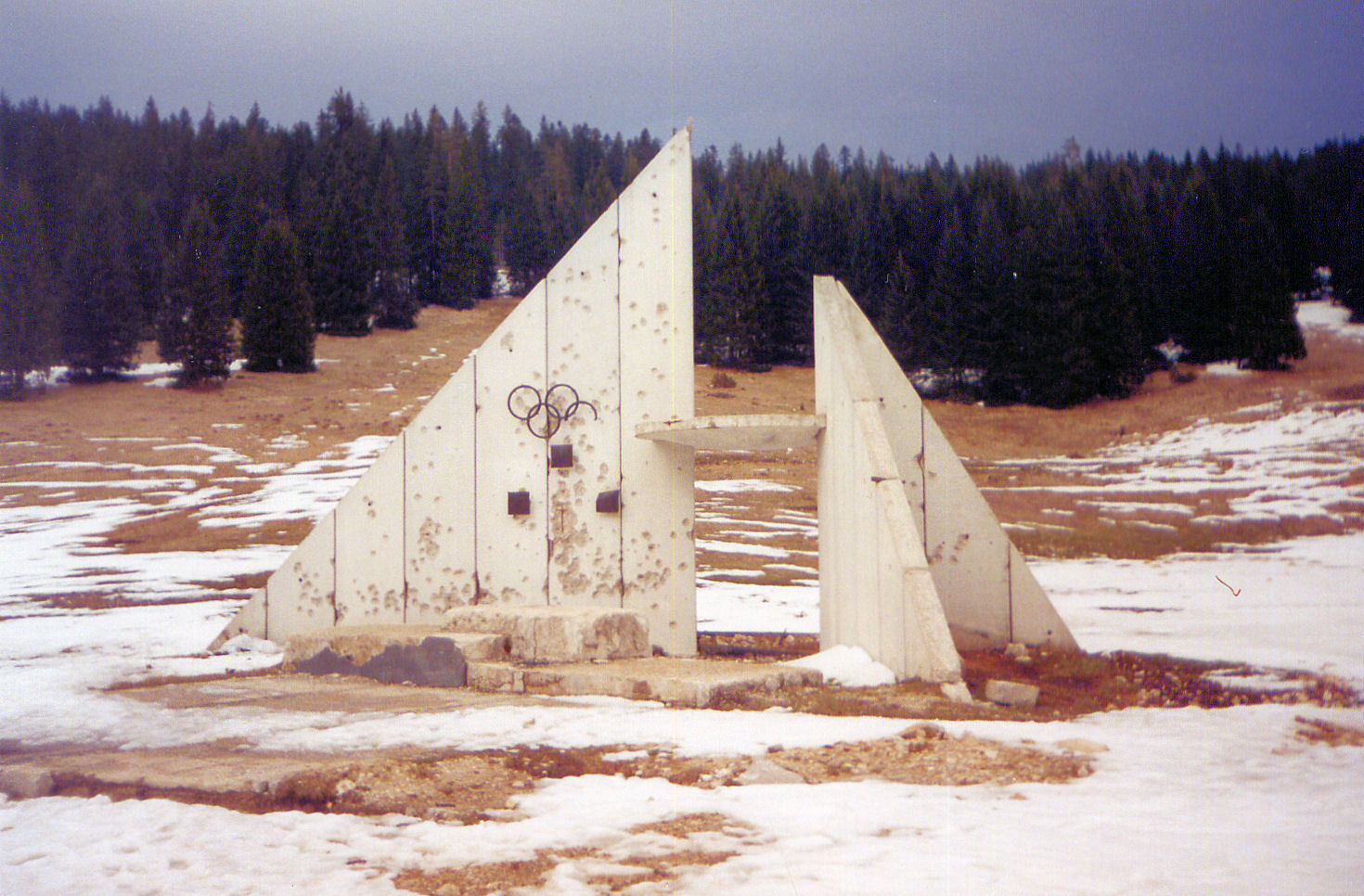
Symbole olympique endommagé pendant la guerre de Bosnie-Herzégovine.

Les Jeux olympiques ont un impact positif sur Sarajevo. L'agrandissement de l'aéroport, la rénovation de la gare et la construction d'hôtels et de restaurants augmentent la qualité de vie dans la ville. Le village olympique devient une zone résidentielle et les nouveaux sites sportifs accélèrent le développement des sports d'hiver en Yougoslavie. Après les Jeux, la piste de Sarajevo accueille plusieurs épreuves de la Coupe du monde de bobsleigh.
La guerre de Bosnie-Herzégovine et le siège de Sarajevo, que rien n'annonçait au moment des Jeux, durent de 1992 à 1995. Le conflit fait des dizaines de milliers de victimes et endommage fortement Sarajevo et les sites olympiques. Le stade Koševo est rénové en 1998, la halle Zetra est reconstruite en 1999 avec le soutien du CIO et les stations de ski alpin sont à nouveau en activité. En revanche, la piste de bobsleigh et de luge et les tremplins de saut à ski sont abandonnés,.
En 2001, la ville de Sarajevo décide de se porter candidate à l'organisation des Jeux olympiques d'hiver de 2010 pour relancer l'économie de la Bosnie-Herzégovine et accélérer la réunification du pays, divisé entre les différentes ethnies. La candidature n'est cependant pas retenue par la commission exécutive du CIO,. Le Festival olympique de la jeunesse européenne 2017 qui devait se dérouler à Sarajevo (certaines épreuves devaient se tenir sur les sites utilisés en 1984) s'est finalement tenu à Györ en Hongrie mais la ville a accueilli le
Festival olympique d'hiver 2019 de la jeunesse européenne.